# 理論物理学
理論物理学（りろんぶつりがく、英語: theoretical physics）は、物理学において、理論的な模型や理論的仮定（主に数学的な仮定）を基に理論を構築し、既知の実験事実（観測や観察の結果）や、自然現象などを説明し、かつ未知の現象に対しても予想する物理理論を扱う分野のこと。実験物理学と対比して使われる言葉。
手段として、伝統的な紙と鉛筆によるもの以外に、現在ではコンピュータによる数値的なシミュレーション、数値解析、物理シミュレーションなどにおいて使用される計算機も重要なものの一つとなっている。このシミュレーションなどによる計算物理学分野も、通常は理論物理学に含める。ただ計算物理学を、理論、実験以外の第三の分野と捉える考え方もある。
物理学が理論物理学と実験物理学に分化したのは、19世紀後半から20世紀初頭にかけての物理学の急速な発展に原因がある。それまでの物理学の知識の集積は、一人の物理学者が実験と理論の両方を十分カバーできる程度のものであった。しかし急速な発展の結果、物理学の領域はあまりにも巨大化・複雑化しすぎて、全体を把握することが困難となった。理論的な考察を行なうために習得しなければならない数学的手法や既存の物理理論も膨大な量になって、習得に何年もかかるようになった。このため、それぞれ担当分野に分かれて研究を進める他なくなったのである。ロシア（旧ソ連）のレフ・ダヴィドヴィッチ・ランダウが自国の物理学者志望の学生に課した「理論ミニマム」教程（最低限の知識）にもそれが現れている。